# Administration on Aging
Die US-Administration on Aging (engl. Abkürzung: AoA; deutsch etwa: Ministeriumsabteilung für Ältere und die Erforschung des Altwerdens) ist dem amerikanischen Gesundheitsministerium unterstellt und damit Teil der Bundesregierung der Vereinigten Staaten. Aus ihrem Etat werden Behörden der Bundesstaaten und der Ureinwohner bzw. Forschungsprogramme nach dem Older Americans Act (OAA) gefördert.  Außerdem werden statistische Untersuchungen gefördert, mit denen Bedürfnissen und Besonderheiten einer älter werdenden Gesellschaft nachgegangen wird.
AoA, die Ministeriumsabteilung, arbeitet auch mit den Centers for Medicare and Medicaid Services und einigen Zweigen von Medicare zusammen. Die zu Grunde liegende Altersgesetzgebung in den USA (unter dem engl. Begriff Elder law) hat bereits eine längere Vorgeschichte (etwa seit Präsident Lyndon B. Johnson 1965, 1972 und 2000 Ergänzungen des Older Americans Act). In Deutschland hat dieser Aufgabenbereich verschiedene Zuordnungen in der Bundesregierung erfahren (siehe auch: Bundesministerium für Familie, Senioren, Frauen und Jugend).
Der US-Senat beschäftigt sich mit dem Themenspektrum im ständigen Senatsausschuss für Altersfragen (United States Senate Special Committee on Aging), unter dem Vorsitz von Herbert H. Kohl (1935–2023), Senator für Wisconsin (Demokratische Partei).